# Consell insular
Un consell insular és una institució pròpia de les illes de Mallorca, Menorca, Eivissa, arxipèlag de Cabrera, Formentera i illes adjacents amb la qual exerceixen un cert grau d'autogovern, amb unes competències establertes prèviament per l'Estatut d'Autonomia de les Illes Balears.2019 Les seues competències són equivalents a les de les diputacions provincials.

## Història

### Precedents medievals
Des de poc després de la conquesta per part del regne d’Aragó de l'arxipèlag Balear, cada illa va gaudir d'un òrgan propi d'autogovern inicialment anomenat universitat, que amb el temps evolucionaria cap al Consell General de Mallorca, el Consell General de Menorca i el Consell General d'Eivissa. El Gran i General Consell fou l'òrgan de govern a tot el Regne de Mallorca. Aquestes formes d'organització política perduraren fins a l'aprovació del Decret de Nova Planta de 1715, que les substituí per l'Audiència de Palma. A partir de 1833, aquesta es va convertir en la Diputació Provincial de Balears.

### Segle XX
A diferència de les Canàries (amb cabildos des de 1912), les illes de l'Arxipèlag Balear no tingueren òrgans d'administració local propis fins ben avançat el segle xx. Aquesta possibilitat venia reconeguda en l'article 10.4 de la constitució republicana de 1931, i es reflectia en l'Avantprojecte d'Estatut d'Autonomia de les Illes Balears de 1931, però la Guerra Civil espanyola de 1936 i el posterior règim dictatorial impediren que es concretàs.
La Llei de bases de règim local de 21 de novembre de 1975 va preveure en la seva base 19.3 que en el termini màxim d'un any el Govern, a proposta de la Diputació Provincial i prèvia audiència als municipis, establís per a Balears una organització adequada al seu caràcter insular; però tot això no arribà enlloc per la proximitat de les primeres eleccions democràtiques de 15 de juny de 1977.

### Època actual
Tal com avui els coneixem, els consells insulars són institucions recents, que varen néixer impulsades des de l'illa de Menorca com una solució per evitar la concentració de poder en Mallorca, l'illa més gran i poblada de l'arxipèlag balear. Foren creats pel Reial decret llei de 13 de juny de 1978, que instaurà la preautonomia balear, i per la Llei d'eleccions locals de 17 de juliol de 1978, que configuraren un sistema amb tres consells insulars (Mallorca, Menorca i Eivissa-Formentera) i un Consell General Interinsular com a òrgan de coordinació entre ells (del qual després s'originaria l'actual Govern de les Illes Balears).
Posteriorment s'incorporaren a l'article 141.4 de la Constitució espanyola i a l'article 41.3 de la Llei de bases de règim local. L'Estatut d'Autonomia de 1983 els va dedicar el capítol IV del seu títol III, en desenvolupament del qual s'aprovà la Llei 5/1989, de 23 d'abril, de consells insulars. Aquesta seria substituïda més tard per la vigent Llei 8/2000, de 27 d'octubre.
El 2007 dos fets marquen una nova etapa en la història dels consells insulars. Per un costat, l'aprovació del nou  Estatut d'Autonomia, que els atorga noves competències i la capacitat d'elaborar reglaments, i que disposa que els seus membres siguin escollits en eleccions separades a les del Parlament de les Illes Balears. I per un altre, la creació del nou Consell Insular de Formentera, segregat del d'Eivissa.

## Regulació
Els consells insulars es regeixen pel que estableix l'Estatut d'Autonomia de les Illes Balears de 2007 (capítol IV del títol IV: articles 61 a 74), desenvolupat en aquest punt per la Llei 8/2000, de 27 d'octubre, de consells insulars. El seu règim de finançament està regulat a la Llei 2/2002, de 3 d'abril, de sistema de finançament definitiu dels consells insulars.
Igualment, cada consell insular ha dictat un reglament orgànic propi en el qual es defineixen els òrgans que els integren i les funcions que desenvolupen.

## Naturalesa jurídica
La concreta naturalesa jurídica dels consells insulars han estat objecte de diverses controvèrsies doctrinals, especialment durant la vigència de l'Estatut d'Autonomia de 1983. Així, un sector els ha considerat ens locals i a més institucions de la comunitat autònoma sense perdre la primera condició; mentre que un altre ha defensat que tenen una doble naturalesa com a òrgans de govern d'una entitat local i simultàniament òrgans autonòmics. En canvi, la jurisprudència, tant de la Sala Contenciosa Administrativa del Tribunal Superior de Justícia de les Illes Balears com del Tribunal Suprem, sempre s'ha decantat per la tesi de la doble naturalesa.

## Organització
A partir de l'Estatut d'Autonomia de 2007 els membres dels consells insulars són elegits per a un mandat de quatre anys en eleccions separades de les eleccions a diputats del Parlament de les Illes Balears, excepte en el cas del Consell Insular de Formentera, format pels regidors de l'Ajuntament de Formentera.
A cada consell insular hi ha necessàriament un ple, un president i un consell executiu (aquest darrer no és obligatori en el cas del Consell Insular de Formentera); a més de tots els altres òrgans complementaris que cada consell pugui crear en el seu reglament orgànic. Així, per exemple, les competències d'urbanisme i ordenació del territori s'exerceixen mitjançant  comissions insulars d'urbanisme i ordenació del territori.

## Competències
Els consells insulars exerceixen quatre diferents tipus de competències:
- Les que tinguin atribuïdes per la legislació estatal; això és, les mateixes que corresponen a les  diputacions provincials.
- Les que tenen reconegudes com a pròpies en l'article 70 de l'Estatut d'Autonomia, que inclouen la potestat de dictar reglaments sobre aquestes matèries.
- Les que es transfereixin o deleguin per part de la Comunitat Autònoma, detallades en l'article 71 de l'Estatut d'Autonomia. Respecte a aquestes matèries, emperò, només exerceixen la funció executiva i la gestió.
- Totes aquelles altres que puntualment recullen les distintes normatives sectorials.

Concretament, les competències pròpies dels consells insulars (art. 70 de l'Estatut) són:
1. Urbanisme i habitabilitat.
2. Règim local.
3. Informació turística. Ordenació i promoció turística.
4. Serveis socials i assistència social. Desenvolupament comunitari i integració. Política de protecció i atenció a persones dependents. Complements de la Seguretat Social no contributiva. Voluntariat social. Polítiques d'atenció a les persones i als col·lectius en situació de pobresa o necessitat social.
5. Inspecció tècnica de vehicles.
6. Patrimoni monumental, cultural, històric, artístic, arquitectònic, arqueològic i paisatgístic en el seu àmbit territorial, i dipòsit legal de llibres.
7. Activitats classificades. Parcs aquàtics. Infraccions i sancions.
8. Tutela, acolliment i adopció de menors.
9. Esport i lleure. Foment i promoció de les activitats esportives i d'oci.
10. Transports terrestres.
11. Espectacles públics i activitats recreatives.
12. Agricultura, ramaderia i pesca. Qualitat, traçabilitat i condicions dels productes agrícoles i ramaders i dels productes alimentaris que se'n deriven.
13. Ordenació del territori, incloent-hi el litoral.
14. Artesania. Foment de la competitivitat, la capacitació i el desenvolupament de les empreses artesanes. Promoció de productes artesans. Creació de canals de comercialització.
15. Carreteres i camins.
16. Joventut. Disseny i aplicació de polítiques, plans i programes destinats a la joventut.
17. Caça. Regulació, vigilància i aprofitament dels recursos cinegètics.
18. Cultura. Activitats artístiques i culturals. Foment i difusió de la creació i producció teatral, musical, cinematogràfica i audiovisual, literària, de dansa i d'arts combinades. Promoció i animació sociocultural.
19. Museus i arxius i biblioteques de titularitat autonòmica, en el seu àmbit territorial. Conservatoris de música, serveis de belles arts, hemeroteques i institucions similars, d'àmbit insular.
20. Polítiques de gènere. Conciliació de la vida familiar i laboral. Dona.

Com es veu, les competències dels consells insulars són més extenses que les d'una diputació provincial, i més semblants a les d'una comunitat autònoma. Es tracta d'un règim molt proper als dels  territoris històrics del País Basc, si bé sense l'autonomia financera pròpia d'aquests.